# Ebbe Benedikt Rasmussen
Ebbe Benedikt Rasmussen (født 27. oktober 1952) var rektor for det danske gymnasium Duborg-Skolen i Flensborg 1. august 2003 - 30. juni 2019.
Ebbe Benedikt Rasmussen er opvokset i Århus, men hans slægt har sønderjyske rødder. Han er student fra Viby Amtsgymnasium (1971) og er cand.mag. fra Aarhus Universitet med hovedfag i dansk (1980) og bifag i tysk (1994) og desuden exam.scient i idræt (1980) fra Odense Universitet. I perioden 1977–78 var han ansat som dansk lektor ved universitetet i Newcastle, og han har desuden været på studieophold i Oslo, Göttingen, Berlin og München. 1981–2003 var han lærer på Morsø Gymnasium, hvor han bl.a. i en 10−årig periode har fungeret dels som formand for pædagogisk råd og dels været tillidsrepræsentant. 2000–2003 tog han uddannelsen som master i IT-pædagogik ved Dansk Institut for Gymnasiepædagogik ved Odense Universitet.
Den 1. august 2003 efterfulgte han Erik Jensen som rektor for Duborg-Skolen. Han gik på pension 30. juni 2019. Hans efterfølger blev Heino Aggedam, som tidligere var vicerektor på St. Knuds Gymnasium i Odense. Han tiltræder dog først den 1. oktober 2019.